# Estelle M. H. Merrill
Estelle MH Merrill (nascida, Hatch; pseudônimo, Jean Kincaid; Jefferson, 30 de setembro de 1858 – Cambridge, 29 de julho de 1908) foi uma jornalista e editora americana. Ela deu aulas sobre vários assuntos, especialmente sobre questões educacionais e sociológicas, e era conhecida como líder e palestrante em movimentos femininos de clubes. Merrill foi membro fundadora da Associação de Imprensa Feminina da Nova Inglaterra.

## Primeiros anos e educação
Estelle Minerva Hatch nasceu em Jefferson, Maine, em 30 de setembro de 1858. Ela foi filha de Gilman E. e Celenda S. Hatch.
Quando criança, Merrill frequentou as escolas públicas de sua cidade natal. Aos quatorze anos de idade, ela entrou no Seminário Wheaton, Norton, Massachusetts, graduando-se em 1877.

## Carreira
Após sua formatura, ela voltou a Jefferson para ensinar. Ao final de dois anos de trabalho bem-sucedido naquele lugar, ela voltou para Massachusetts e deu aulas por três anos em Hyde Park. Ela trabalhou para estabelecer nas escolas públicas de Hyde Park um curso adicional, dando treinamento prático em negócios, oportunidades que antes só podiam ser obtidas em escolas particulares.
Amante da natureza desde a infância, quando costumava vagar pelos bosques do Maine, durante seus períodos de ensino na gramática e no ensino médio no Hyde Park, ela estava se encaixando no Anexo de Harvard e com professores particulares para assumir uma cátedra em botânica, seu estudo favorito. Ela também forneceu em intervalos artigos para o Boston Transcript, escrito sob a assinatura de "Jean Kincaid".
Uma quebra na saúde, resultado do excesso de trabalho, exigia descanso e mudança. Durante sua longa convalescença, ela passou mais tempo escrevendo, sendo seu primeiro trabalho regular como jornalista no Boston Globe. De fornecer artigos especiais, ela progrediu para uma posição assalariada. O jornalismo tornou-se uma ocupação tão fascinante que, embora lhe oferecessem uma lucrativa cátedra de botânica em uma faculdade na Região Sul dos Estados Unidos, ela optou por permanecer na área jornalística. Merrill atuou como coeditora, com a Dra. Mary Wood-Allen, da American Motherhood, uma revista de Boston dedicada aos interesses das mães e donas de casa.
Em 1º de outubro de 1887, ela se casou com Samuel Merrill, natural de Charlestown, em Nova Hampshire, membro do Condado de Suffolk, Massachusetts, e da equipe editorial do Boston Globe.
Ela era uma palestrante agradável e instrutiva em uma variedade de assuntos, especialmente em questões educacionais e sociológicas. Ela era conhecida como líder e palestrante em movimentos femininos de clubes. Merrill foi a fundadora do Clube Cantabrigia, do qual se tornou vice-presidente honorária; foi uma dos membros fundadores da Associação de Imprensa Feminina da Nova Inglaterra (em inglês: New England Woman's Press Association) e sua primeira secretária; foi a primeira presidente do New England Wheaton Club; presidente do Wheaton Seminary Club; membro do Clube de Pais e Mães; vice-presidente do Clube de Caridade da Mulher; e um funcionário da Associated Charities de Cambridge, Massachusetts.
Estelle MH Merrill morreu em 29 de julho de 1908, em Cambridge, cidade de Massachusetts.

## Obra publicada
- 1896: Cambridge sketches by Cambridge authors (em inglês)